# Presse und Sprache
Presse und Sprache ist eine Zeitung für alle, die Deutsch als Fremdsprache lernen und unterrichten.
Sie gehört zu den Sprachzeitungen des Bremer Verlags Carl Ed. Schünemann KG. Seit 1956 erscheint die Zeitung einmal im Monat, zunächst in der Eilers & Schünemann Verlag KG, die 2008 mit dem Schünemann Verlag fusionierte.
Die Presse und Sprache enthält Originalartikel aus der deutschen Presse und bietet eine Auswahl von aktuellen Beiträgen aus Gesellschaft und Kultur, Politik und Wirtschaft, Technik und Umwelt sowie Freizeit. In jeder Ausgabe finden sich außerdem einige besonders gut lesbare und leicht verständliche Artikel, die Redakteure über Land und Leute gezielt für Deutschlernende schreiben. Berichtet wird hauptsächlich über Deutschland, aber auch über Österreich und die Schweiz. Inhaltlich werden spezifisch landeskundliche Ereignisse vermittelt, die im deutschsprachigen Raum aktuell von großem Interesse sind.
Die Zeitung wendet sich insbesondere an Lernende der deutschen Sprache. Ausführliche einsprachige Worterklärungen zu den einzelnen Zeitungsartikeln ermöglichen das Lesen der Beiträge – ohne Nachschlagen im Wörterbuch – auch für Deutschlernende mit weniger fortgeschrittenen Sprachkenntnissen. Redaktionelle Einführungen erleichtern das Lesen der Artikel. Die Schwierigkeitsgrade der Texte sind in leicht (B1), mittel (B2–C1) und schwer (C2) unterteilt. In jeder Ausgabe finden sich  sprachdidaktische Übungen.
Zu ausgewählten Artikeln aus der Sprachzeitung gibt es ergänzendes Übungs- und Unterrichtsmaterial (Online-Service) auf der Homepage des Verlages. Dieses umfasst Übungen zu Lese- und Hörverstehen, Wortschatz und Grammatik sowie Anregungen zum mündlichen Ausdruck und Vorschläge für die Textproduktion. Alle Übungen können als Arbeitsblätter heruntergeladen werden. Mit diesen Aufgaben kann man gezielt Strukturen bekannter Prüfungen von B1 bis C2 üben und sich so z. B. auf den TestDaF (Test Deutsch als Fremdsprache) und die Prüfungen des Goethe-Instituts vorbereiten.
Ergänzend zu jeder Ausgabe Presse und Sprache erscheinen einige der Artikel als Audio-mp3-Dateien zum Download. Zu jedem Hörtext gibt es Übungsmaterial, mit dem man sein Hörverstehen schulen kann.
Neben der Presse und Sprache erscheinen im Schünemann Verlag: die  World and Press  (Englisch), die Business World and Press (Business Englisch), die  Read On  („easy English“ für weniger Fortgeschrittene), die Revue de la Presse (Französisch), Revista de la Prensa (Spanisch) und die Leggere l’Italia (Italienisch).